# Stephanův kvintet
Stephanův kvintet je skupina pěti galaxií v souhvězdí Pegase.
Čtyři galaxie Stephanova kvintetu, NGC 7317, NGC 7318a, NGC 7318b a NGC 7319, tvoří gravitačně vázanou kompaktní skupinu HCG 92 vzdálenou od Země přibližně 300 milionů světelných let. Tvary galaxií kompaktní skupiny jsou výrazně deformovány vzájemným gravitačním působením.
NGC 7319 má Seyfertovo jádro typu 2.
Nejjasnější z pětice galaxií NGC 7320 leží ve vzdálenosti 39 milionů světelných let a na obloze se promítá na vzdálenější galaxie v pozadí. Vykazuje shodný rudý posuv jako galaxie NGC 7331 a její sousedé, takže pravděpodobně náleží ke skupině galaxii NGC 7331.
Stephanův kvintet objevil Édouard Stephan v roce 1877 jako první objevenou kompaktní skupinu galaxií.
| Jméno                 | Typ          | Rektascenze (J2000) | Deklinace (J2000) | Rudý posuv (km/s) | Magnituda |
| --------------------- | ------------ | ------------------- | ----------------- | ----------------- | --------- |
| NGC 7317              | E4           | 22h 35m 51.9s       | +33°56′42″        | 6599 ± 26         | +14.6     |
| NGC 7318a (UGC 12099) | E2 pec       | 22h 35m 56.7s       | +33°57′56″        | 6630 ± 23         | +14.3     |
| NGC 7318b (UGC 12100) | SB(s)bc pec  | 22h 35m 58.4s       | +33°57′57″        | 5774 ± 24         | +13.9     |
| NGC 7319              | SB(s)bc pec  | 22h 36m 03.5s       | +33°58′33″        | 6747 ± 7          | +14.1     |
| NGC 7320c             | (R)SAB(s)0/a | 22h 36m 20.4s       | +33°59′06″        | 5985 ± 9          | +16.7     |

| Jméno    | Typ | Rektascenze (J2000) | Deklinace (J2000) | Rudý posuv (km/s) | Magnituda |
| -------- | --- | ------------------- | ----------------- | ----------------- | --------- |
| NGC 7320 | Scd | 22h 36m 03,5s       | +33°56′54″        | 786 ± 20          | +12,5     |

## Galerie

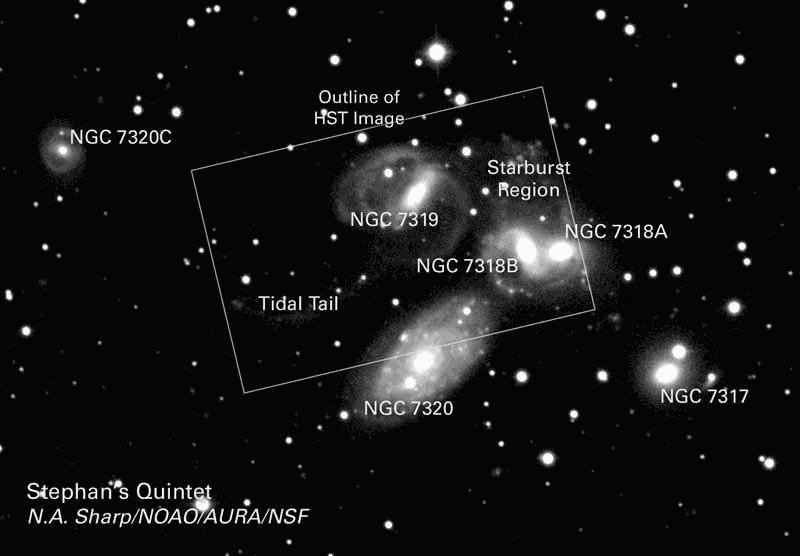
Stephanův kvintet spolu s galaxií NGC 7320C pravděpodobně náležející k HCG 92 (bílý obdélník označuje rozsah podrobného snímku Hubbleova dalekohledu z roku 1998-99)
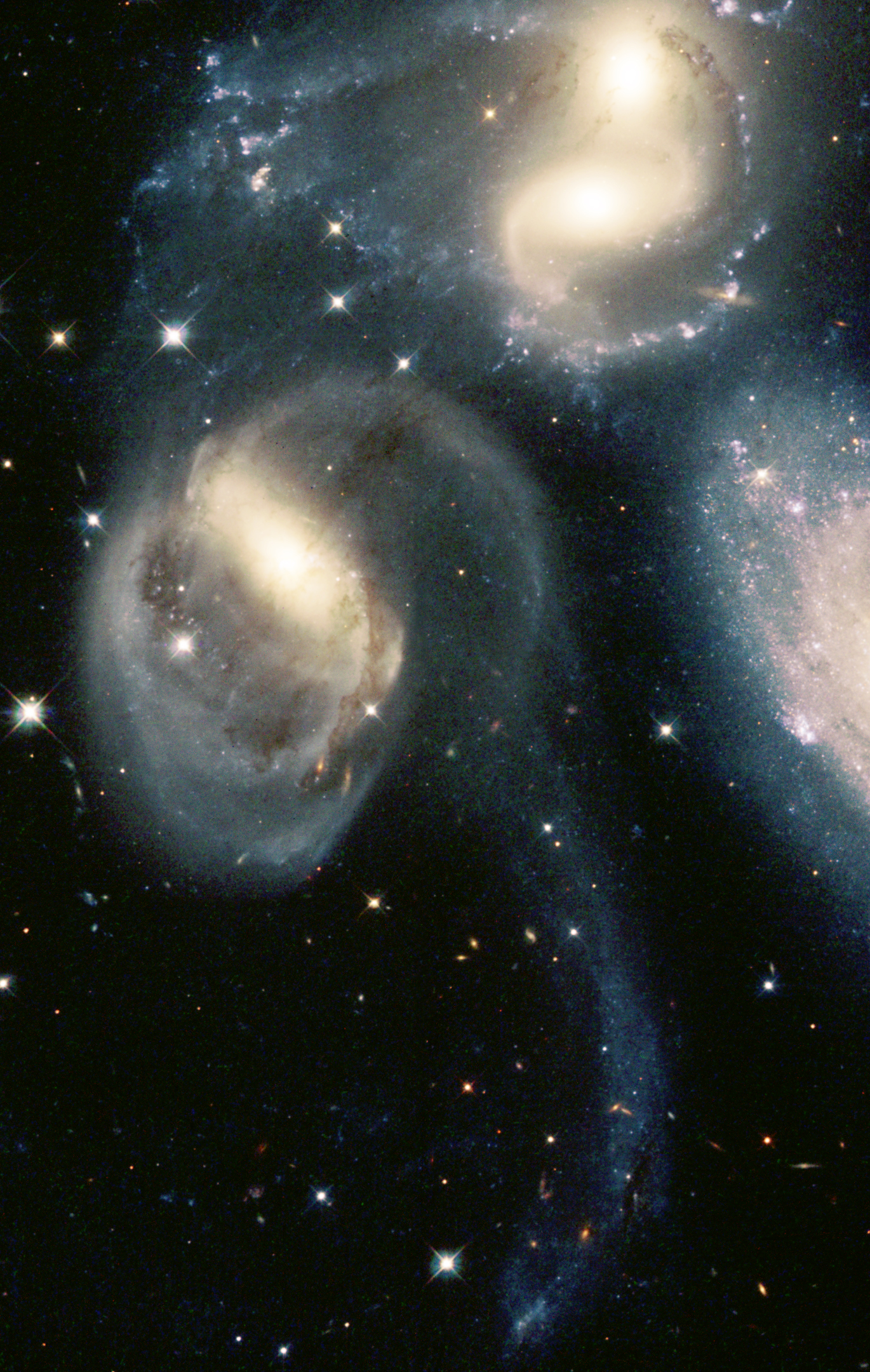
Detail Stephanova kvintetu, který pořídil Hubbleův vesmírný dalekohled v letech 1998–99 (autor: NASA/ESA)
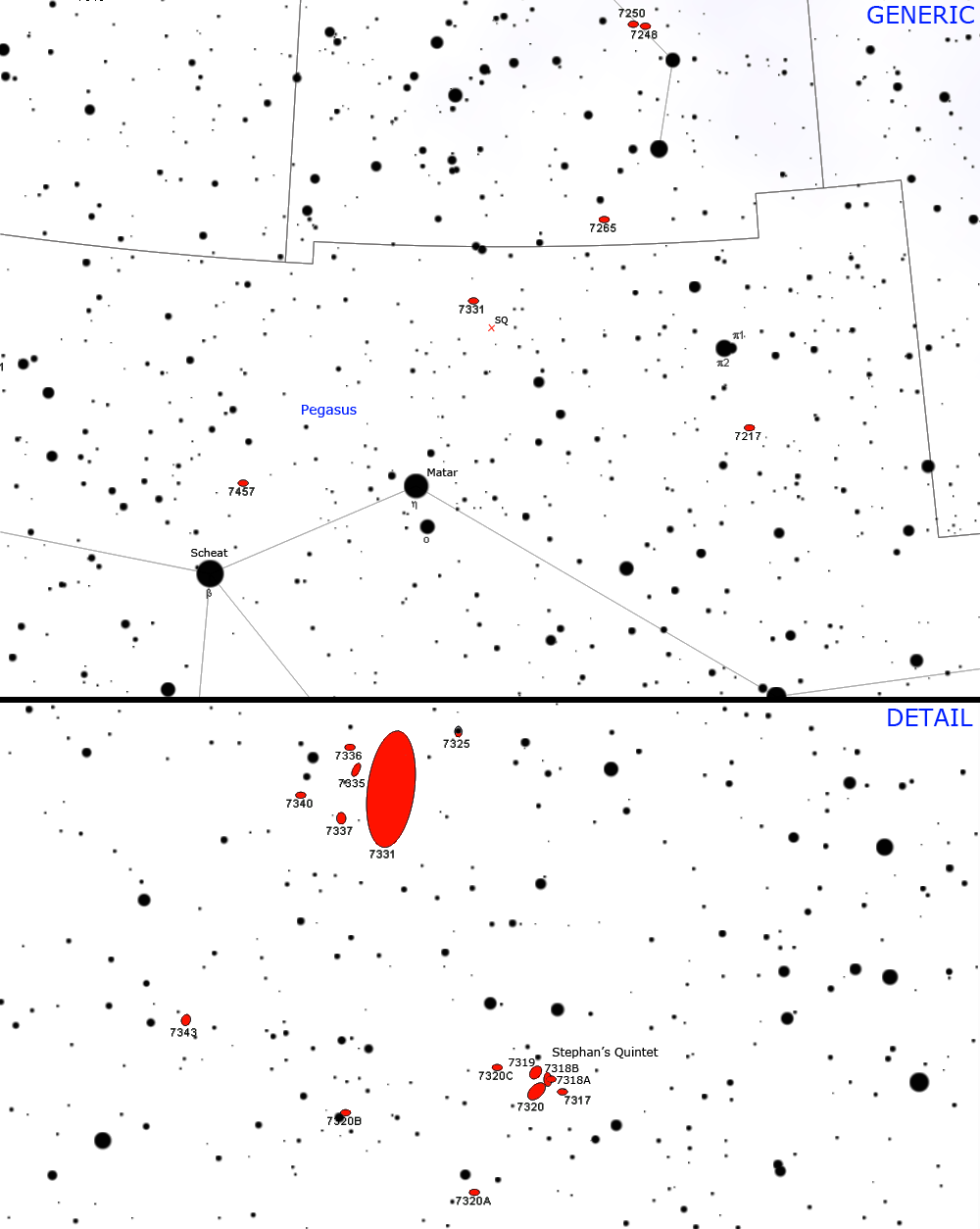
Stephanův kvintet na hvězdné mapě